# Episodi di The Starter Wife (seconda stagione)
La seconda e ultima stagione della serie televisiva The Starter Wife, composta da 10 episodi, è andata in onda negli Stati Uniti a partire dal 10 ottobre 2008 sul canale USA Network. A causa di bassi ascolti riportati, il network ha deciso di non rinnovare lo show per un'ulteriore stagione.
In Italia, la seconda stagione è stata trasmessa in prima visione assoluta dall'11 dicembre 2008 al 19 febbraio 2009, ogni giovedì alle ore 21:00, su Mya, canale a pagamento della piattaforma Mediaset Premium.
In chiaro, la seconda stagione è andata in onda su La5.
| nº | Titolo originale                | Titolo italiano            | Prima TV USA     | Prima TV Italia  |
| -- | ------------------------------- | -------------------------- | ---------------- | ---------------- |
| 1  | The Forty-Year-Old Virgin Queen | La regina quarantenne      | 10 ottobre 2008  | 11 dicembre 2008 |
| 2  | The Diary Of A Mad Ex-Housewife | Il diario rubato           | 10 ottobre 2008  | 18 dicembre 2008 |
| 3  | Remains Of The Snow Day         | Il giorno sulla neve       | 17 ottobre 2008  | 1º gennaio 2009  |
| 4  | Mollywood                       | Mollywood                  | 24 ottobre 2008  | 8 gennaio 2009   |
| 5  | Das Booty Call                  | Non solo sesso             | 31 ottobre 2008  | 15 gennaio 2009  |
| 6  | The Ex Files                    | Come in una fiaba          | 7 novembre 2008  | 22 gennaio 2009  |
| 7  | French Disconnection            | La fidanzata francese      | 14 novembre 2008 | 29 gennaio 2009  |
| 8  | Look Who's Stalking             | Il molestatore             | 21 novembre 2008 | 5 febbraio 2009  |
| 9  | Her Old Man And The Sea         | Il marito e il mare        | 5 dicembre 2008  | 12 febbraio 2009 |
| 10 | Woman Over The Influence        | Una donna tutta d'un pezzo | 12 dicembre 2008 | 19 febbraio 2009 |